# Friedrich Wilhelm Wolff (Bildhauer)

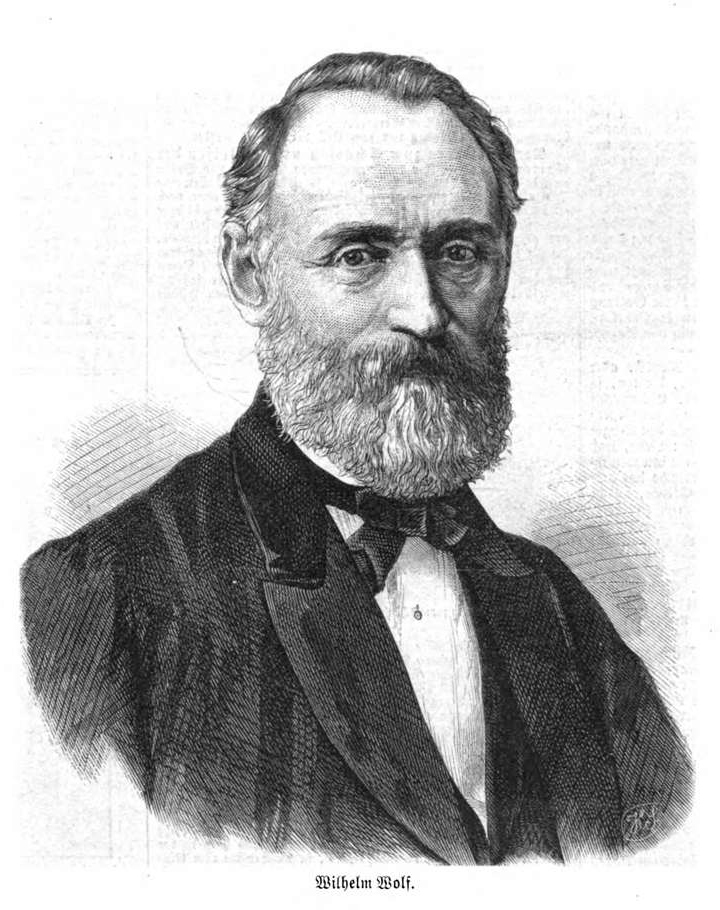
Friedrich Wilhelm Wolff, 1871. Grafik von Hermann Scherenberg.

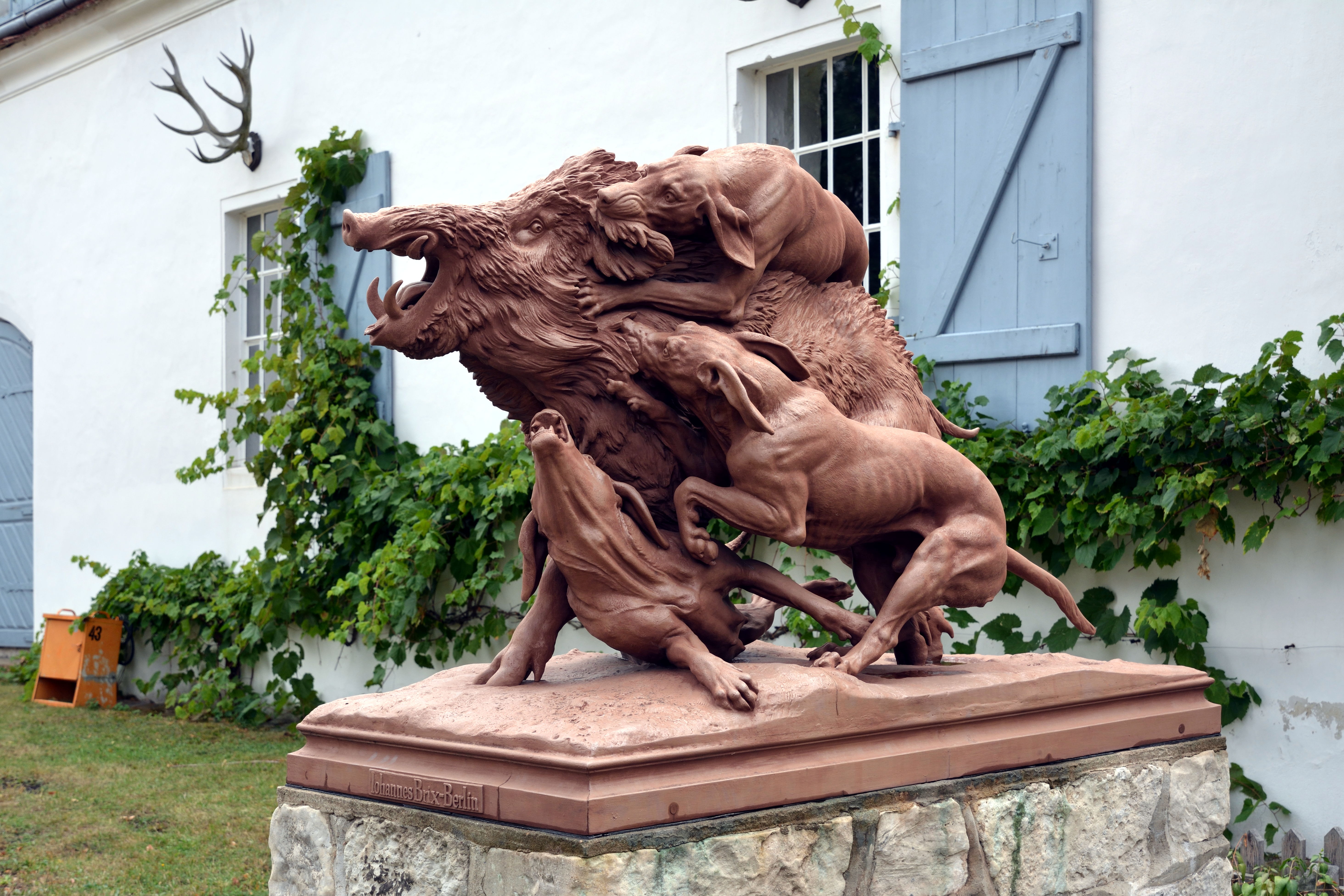
„Wildschweinjagd“ im Hof vom Jagdschloss Grunewald

Friedrich Wilhelm Wolff (* 6. April 1816 in Fehrbellin; † 30. Mai 1887 in Berlin; in zeitgenössischer Nennung meistens Wilhelm Wolff, vollständiger Name Franz Alexander Friedrich Wilhelm Wolff) war ein deutscher Bildhauer und Bronzegießer. Als seine Spezialität gelten Tierdarstellungen, er wurde häufig auch Tier-Wolff genannt.

## Leben
Wilhelm Wolff – Sohn eines Schneidermeisters – absolvierte von 1830 bis 1832 eine Lehre als Maschinenbauer in der Königlichen Eisengießerei Berlin und ließ sich anschließend am Königlichen Gewerbeinstitut im Fach Gießerei ausbilden. Institutsdirektor Peter Beuth vermittelte dem jungen Talent ein Stipendium für eine Studienreise, die ihn u. a. nach Paris zu Louis Claude Ferdinand Soyer (1785–1854) und nach München zu Johann Baptist Stiglmaier führte. Etwa 1838 gründete Wolff dann in Berlin eine eigene kleine Gießerei, in der er auch nach eigenen Entwürfen arbeitete.
Ab Mitte der 1840er Jahre wandte Wolff sich zunehmend der Bildhauerei zu und gab schließlich 1850 die Gießerei auf. Er widmete sich nun insbesondere der Tierplastik, was ihm unter Zeitgenossen den Beinamen Tier-Wolff einbrachte und die vielfach in verschiedenen Materialien hergestellt wurden. Durch die vielbeachtete Tiergruppe Bulldogge mit zwei Welpen wurde auch König Friedrich Wilhelm IV., der ein Exemplar in Bronze orderte, auf den Künstler aufmerksam. Aber auch einige Denkmäler, Büsten, figürliche Plastiken und Plaketten gehören zu seinem Werk. Mehrere dieser Werke sind im Bestand der Nationalgalerie Berlin erhalten.
Wolff war seit 1839 auf den Ausstellungen der Preußischen Akademie der Künste vertreten und wurde 1865 zum Mitglied der Akademie berufen.
Friedrich Wilhelm Wolff starb 1887 im Alter von 71 Jahren in Berlin und wurde auf dem St.-Matthäus-Kirchhof in Schöneberg beigesetzt. Das Grab ist nicht erhalten geblieben.
Seine Söhne waren der Architekt Fritz Wolff (1847–1921) und der Jurist und Politiker Waldemar Wolff (1852–1889).
Sein Enkel war der Diplomat Heinrich Wolff (1881–1946).

## Werke (Auswahl)
- 1845/1846: Bulldogge mit zwei Welpen (angekauft vom Kunstverein Berlin), Bärin mit Jungen, Gazellen (Schloss Charlottenhof), Büffel im Kampf mit zwei Hunden, Panther mit Beute
- 1846/1852: Tiere als Ärzte (im Katalog der Akademieausstellung auch Heimkehr aus der Kneipe)
- 1853: Entwurf für ein Denkmal Kurfürst Joachim II. Hector für Berlin-Köpenick
- 1853: Adlermedaillons auf der Schlossbrücke Berlin
- 1854: Denkmal mit Büste Johann Gottfried Herder in Mohrungen (Kriegsverlust, erneuert)
- um 1855: zwei Greife als Giebelakroterien am Neuen Museum Berlin
- um 1855: Hirsch, von zwei Wölfen angefallen
- 1858: Denkmal mit Standbild der Kurfürstin Luise Henriette von Oranien in Oranienburg
- 1860: Bacchantin (in Marmor 1869)
- 1861: Wildschweinjagd (Jagdschloss Grunewald)
- 1863: Wolle-Widder
- um 1869: acht Berliner Bären für das Rote Rathaus Berlin
- um 1870: verschiedene Tafelaufsätze für den Khediven von Ägypten, Ismail Pascha (in Silber gefertigt von Firma Vollgold & Söhne, Berlin)
- 1872: Entwurf für ein Denkmal von König Friedrich II. für Marienburg (den Auftrag erhielt Rudolf Siemering)
- 1872–1874: Löwengruppe im Tiergarten Berlin (1876 Nachguss für Philadelphia)
- Porträtbüsten:
  - Johann Gottfried Herder
  - Franz Kugler
  - Johann Sebastian Bach
  - Luise Henriette von Oranien
- nach 1871: Adlerplastiken als Zierde für verschiedene Kriegerdenkmäler des Deutsch-Französischen Kriegs, u. a. in Dessau

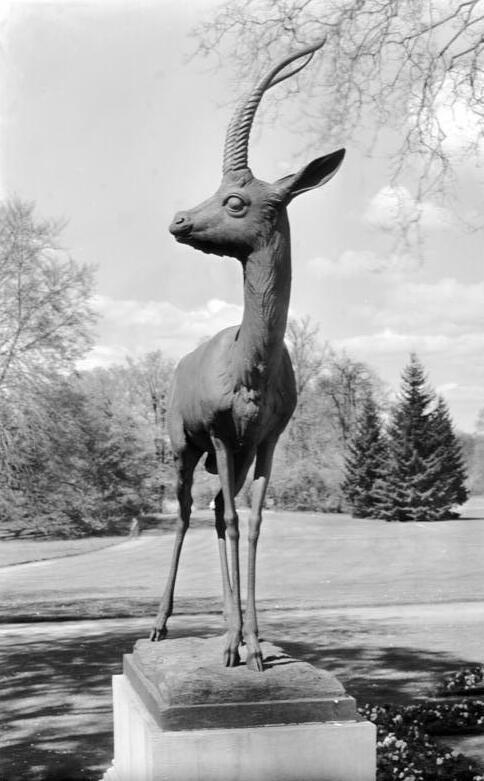
Gazelle Schloss Charlottenhof
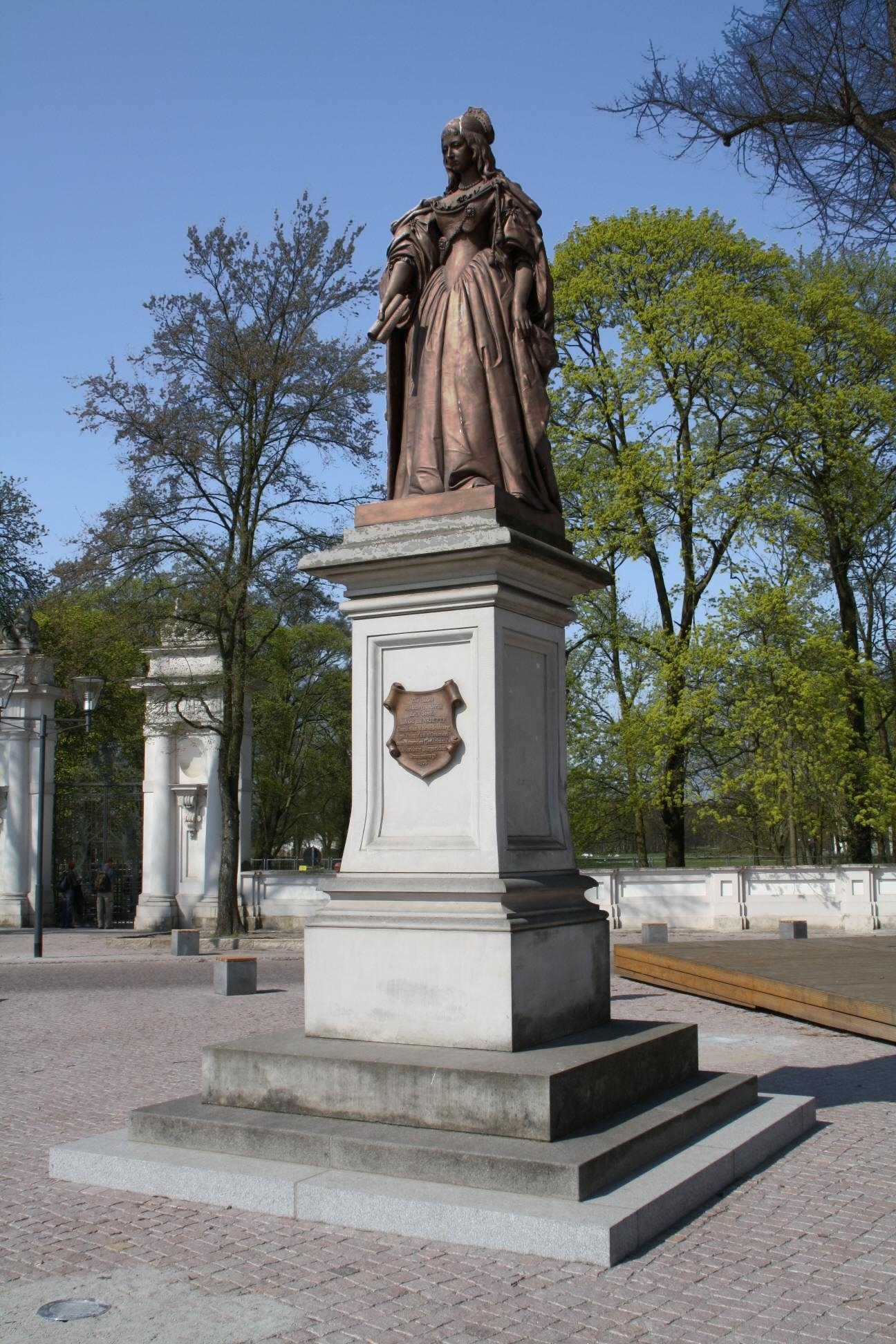
Denkmal Luise Henriette in Oranienburg
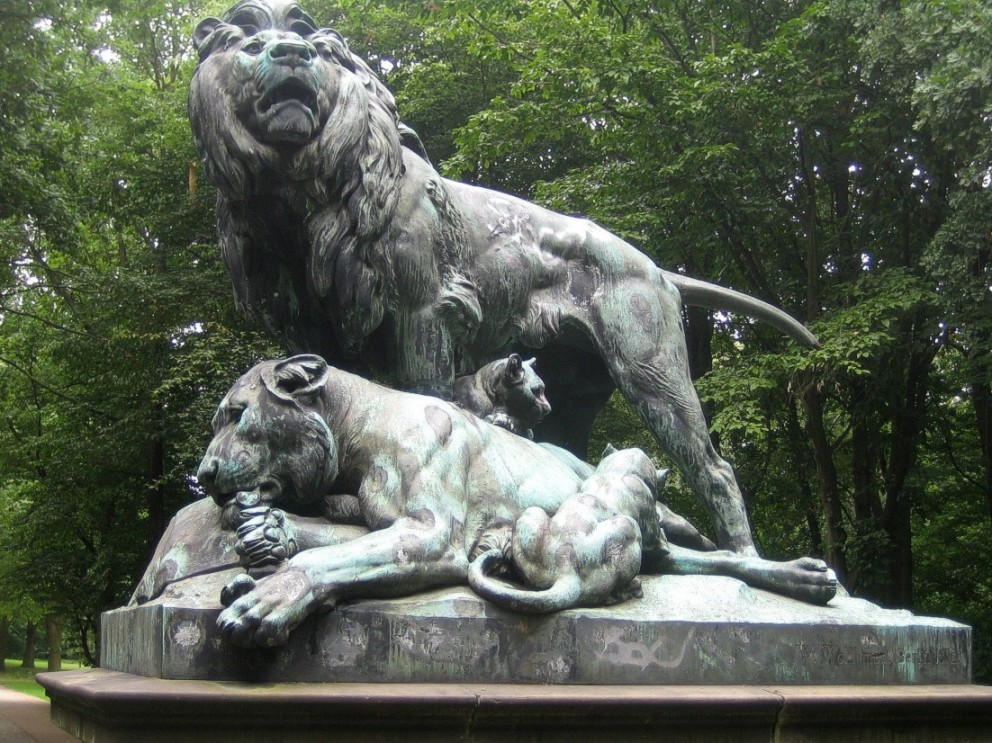
Löwengruppe im Tiergarten Berlin
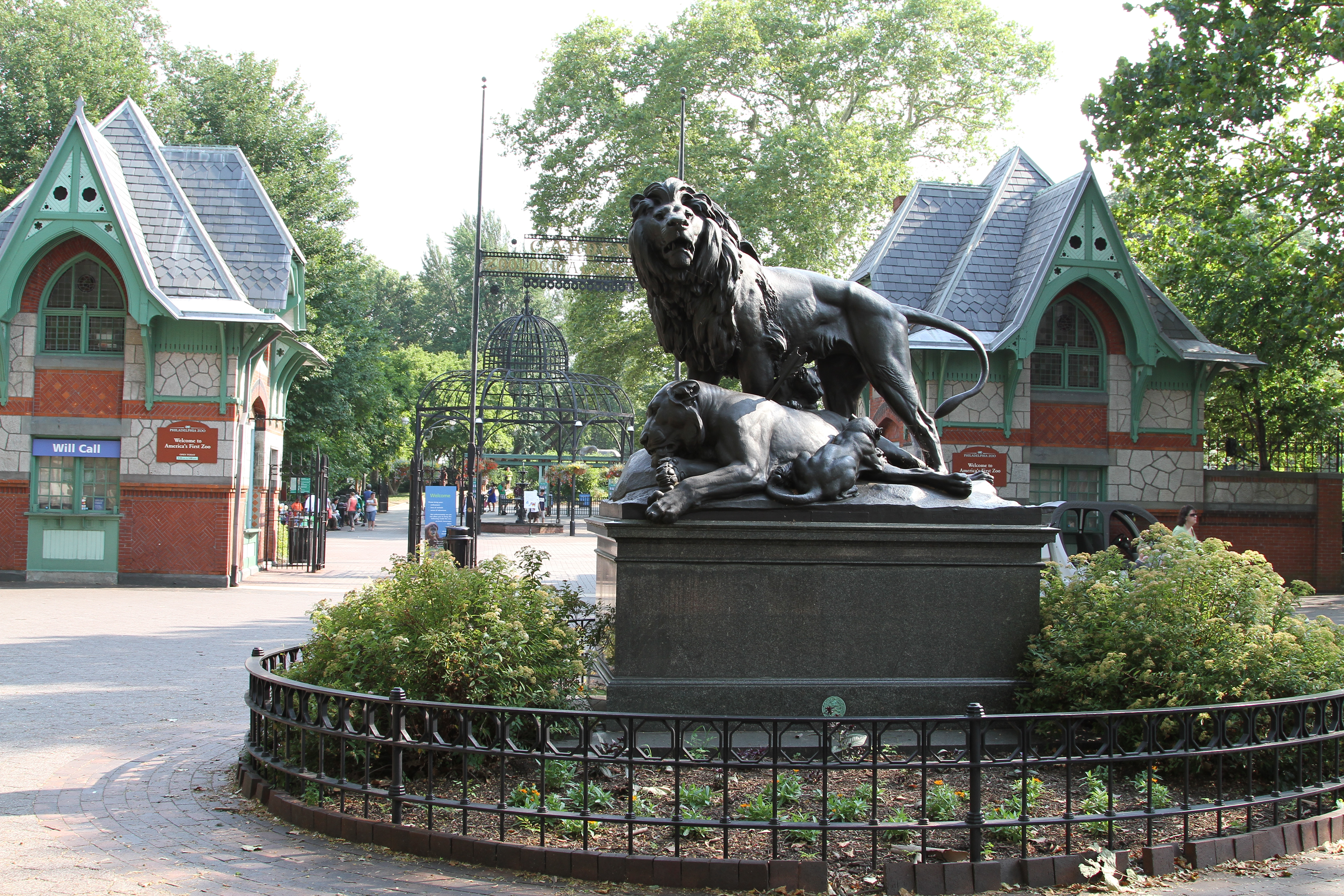
Löwengruppe in Philadelphia